# Harry Styles (album)
Harry Styles è il primo album in studio del cantante britannico eponimo, pubblicato il 12 maggio 2017 dalla Columbia.

## Descrizione
Anticipato ad aprile dal singolo Sign of the Times, si tratta del primo album registrato da Styles fuori dagli One Direction, nonché del secondo lavoro solista di un membro del gruppo dopo Mind of Mine di Zayn Malik.
I testi contenuti nell'album si focalizzano principalmente su tematiche riguardanti le relazioni. In un'intervista concessa a Cameron Crowe per Rolling Stone, Styles ha dichiarato che «l'unico tema che colpisce più duramente è l'amore, che sia platonico, romantico, amorevole, complicato, ingannevole... ti colpisce sempre più forte.» Musicalmente, invece, il disco incorpora sonorità pop rock, soft rock, britpop, e pop. Alcuni critici hanno anche osservato la presenza di elementi pop psichedelico.

## Accoglienza
L'album ha valso al cantante valutazioni positive sul sito Metacritic, dove ha totalizzato un punteggio di 68 su 100 sulla base di 23 recensioni.

## Tracce
Testi e musiche di Harry Styles, Jeff Bhasker, Tyler Johnson, Ryan Nasci, Mitch Rowland e Alex Salibian, eccetto dove indicato.
1. Meet Me in the Hallway – 3:47
2. Sign of the Times – 5:40
3. Carolina – 3:09 (Harry Styles, Thomas Hull, Tyler Johnson, Ryan Nasci, Mitch Rowland, Alex Salibian)
4. Two Ghosts – 3:49 (Harry Styles, John Ryan, Julian Bunetta, Tyler Johnson, Mitch Rowland)
5. Sweet Creature – 3:44 (Harry Styles, Thomas Hull)
6. Only Angel – 4:51
7. Kiwi – 2:56
8. Ever Since New York – 4:13
9. Woman – 4:38
10. From the Dining Table – 3:31

## Formazione
Musicisti
- Harry Styles – voce, omnichord (tracce 1 e 4), cori (tracce 1, 3-8, 10), chitarra (traccia 4), battimani (traccia 6)
- Mitch Rowland – chitarra (tracce 1, 2, 4, 6-9), batteria (tracce 1-4, 6-9), chitarra elettrica (traccia 3), cori (tracce 3, 6 e 7), campanaccio e battimani (traccia 6), chitarra acustica (traccia 10)
- Ryan Nasci – basso (tracce 1-4, 6-9), lap steel guitar (traccia 3)
- Jeff Bhasker – pianoforte (tracce 1, 2 e 5), tastiera (tracce 2, 6 e 8), lap steel guitar (traccia 2), cori e battimani (traccia 6), moog (traccia 9)
- Alex Salibian – chitarra acustica (traccia 3), pianoforte (tracce 3 e 9), tastiera (tracce 3, 8 e 9), cori (tracce 3, 6 e 7), battimani (tracce 3 e 6)
- Kid Harpoon – cori (tracce 3 e 5), battimani (traccia 3), chitarra e basso (traccia 5)
- Tyler Johnson – pianoforte e programmazione (traccia 3), cori (tracce 3, 6 e 7), tastiera (traccia 4), battimani (traccia 6)
- Jeffrey Azoff – cori e battimani (traccia 6)

Produzione
- Jeff Bhasker – produzione (tracce 1-4, 6-10), produzione esecutiva
- Tyler Johnson – produzione (tracce 1, 3, 4, 6-10)
- Alex Salibian – produzione (tracce 1, 3, 4, 6-10)
- Kid Harpoon – produzione e registrazione (traccia 5)
- Ryan Nasci – registrazione, missaggio (tracce 1, 4 e 10)
- Mark "Spike" Stent – missaggio
- Matt Dyson – assistenza al missaggio (tracce 2, 3, 5-9)
- Chris Gehringer – mastering

## Successo commerciale
L'album ha debuttato alla vetta della Official Albums Chart nel Regno Unito, vendendo oltre 57 000 copie durante la prima settimana di messa in vendita. Ha inoltre debuttato alla cima alla classifica Billboard 200 negli Stati Uniti, con oltre 230 000 unità vendute, di cui 193 000 copie pure.

## Classifiche

### Classifiche settimanali
| Classifica (2017-21) | Posizione massima |
| -------------------- | ----------------- |
| Argentina            | 1                 |
| Australia            | 1                 |
| Austria              | 2                 |
| Belgio (Fiandre)     | 1                 |
| Belgio (Vallonia)    | 3                 |
| Canada               | 1                 |
| Danimarca            | 4                 |
| Finlandia            | 3                 |
| Francia              | 2                 |
| Germania             | 5                 |
| Irlanda              | 1                 |
| Italia               | 2                 |
| Norvegia             | 2                 |
| Nuova Zelanda        | 2                 |
| Paesi Bassi          | 1                 |
| Portogallo           | 1                 |
| Regno Unito          | 1                 |
| Spagna               | 1                 |
| Stati Uniti          | 1                 |
| Svezia               | 3                 |
| Svizzera             | 3                 |

### Classifiche di fine anno
| Classifica (2017) | Posizione |
| ----------------- | --------- |
| Islanda           | 38        |
| Classifica (2018) | Posizione |
| Islanda           | 72        |
| Classifica (2020) | Posizione |
| Australia         | 54        |
| Belgio (Fiandre)  | 50        |
| Croazia           | 28        |
| Irlanda           | 48        |
| Islanda           | 46        |
| Paesi Bassi       | 77        |
| Portogallo        | 40        |
| Regno Unito       | 89        |
| Svezia            | 69        |
| Ungheria          | 100       |
| Classifica (2021) | Posizione |
| Australia         | 47        |
| Austria           | 64        |
| Belgio (Fiandre)  | 47        |
| Islanda           | 42        |
| Italia            | 73        |
| Paesi Bassi       | 44        |
| Portogallo        | 16        |
| Stati Uniti       | 137       |
| Svezia            | 77        |
| Ungheria          | 94        |
| Classifica (2022) | Posizione |
| Australia         | 37        |
| Austria           | 52        |
| Belgio (Fiandre)  | 34        |
| Islanda           | 37        |
| Lituania          | 48        |
| Regno Unito       | 64        |
| Paesi Bassi       | 32        |
| Svezia            | 86        |
| Classifica (2023) | Posizione |
| Portogallo        | 28        |
| Classifica (2024) | Posizione |
| Portogallo        | 129       |